# Verdrag van Tordesillas

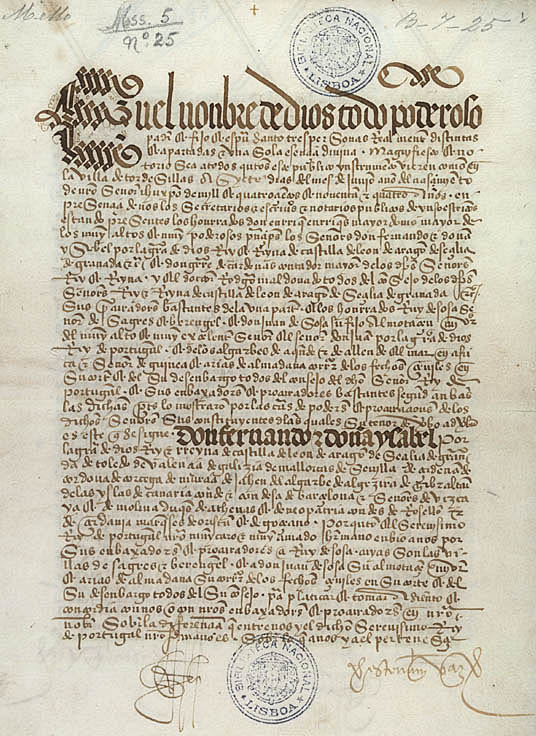
Eerste pagina van het verdrag. Nationale Bibliotheek in Lissabon.

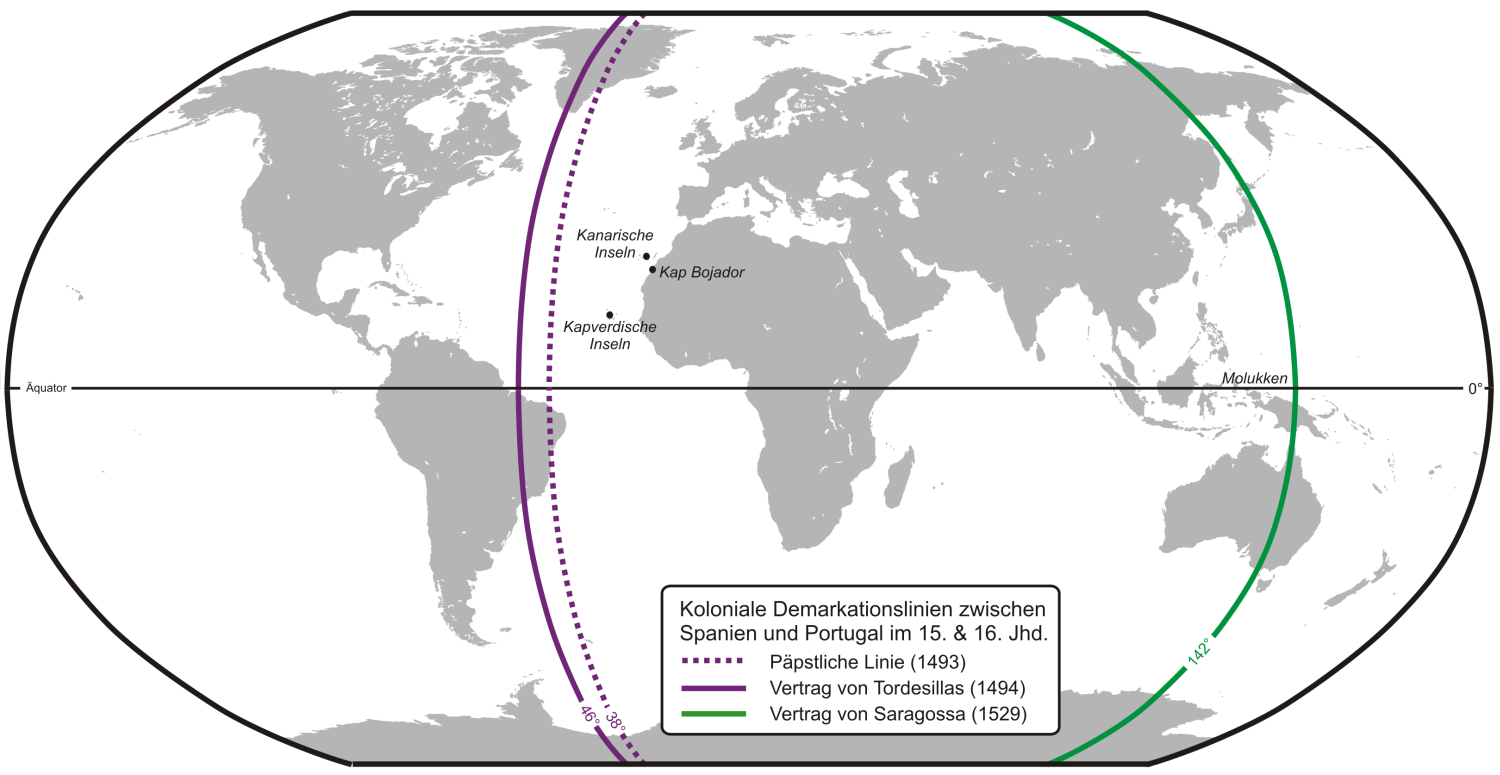
Lijn van het Verdrag van Tordesillas in het paars en die van het Verdrag van Zaragoza in het groen.

Het Verdrag van Tordesillas (Portugees: Tratado de Tordesilhas Spaans: Tratado de Tordesillas) (Tordesillas, 7 juni 1494) regelde de opdeling van de niet-Europese wereld tussen Castilië en koninkrijk Portugal, die de eerste ontdekkingsreizen organiseerden.

## Westelijke grens
Het verdrag van Tordesillas werd op 2 juli 1494 door Castilië en op 5 september 1494 door Portugal geratificeerd. In het verdrag werd een soort van grens, langs een meridiaan, afgesproken in de Atlantische Oceaan. Als een gevolg werd dit een Mare Clausum (gesloten zee) waarbij anderen dan Spanjaarden of Portugezen op zee werden beschouwd als piraten.
Paus Alexander VI bepaalde na de ontdekking van Amerika dat alles ten westen van een bepaalde lijn (480 km van de archipel Kaapverdië) toebehoorde aan Castilië, en alles ten oosten daarvan aan Portugal.
In het verdrag van Tordesillas stemde Castilië ermee in dat deze lijn naar het westen werd verlegd 370 legua (2193 km) van Kaapverdië. Deze lijn lag ongeveer halverwege tussen de archipel Kaapverdië (die al Portugees gebied waren) en de eilanden die door Christoffel Columbus op zijn eerst reis waren ontdekt en door Castilië werden opgeëist. In het Verdrag werden ze Cipangu en Antilia genoemd, maar er bestaat weinig twijfel over dat het hier om Cuba en Hispaniola gaat.
Door de verschuiving van de demarcatielijn in het verdrag van Tordesillas werd een groter deel van het later ontdekte Brazilië Portugees bezit. Sommige historici stellen echter dat de mogelijkheid bestaat dat vroegere expedities reeds voet aan wal gezet hadden in Brazilië, wat zou betekenen dat ze met voorbedachten rade het Verdrag van Tordesillas sloten.

## Oostelijke grens
Hoewel men al wist dat de Aarde rond is, voorzag het verdrag niet duidelijk in een oostelijke grens. Deze werd actueel nadat Ferdinand Magellaan in 1521 in westelijke richting varend Azië had weten te bereiken, dus de Grote Oceaan had weten over te steken. Een van de standpunten was dat Spanje recht had op alles wat verder naar het westen varend bereikt werd, en Portugal, naast dat wat was overeengekomen in het westen, op alles wat naar het oosten varend bereikt werd. Een ander standpunt was dat de grens de over de polen doorgetrokken bestaande grens zou moeten zijn, de antimeridiaan.
De oostelijke grens zou enkele decennia later verdeeld worden door de ondertekening op 22 april 1529 van het Verdrag van Zaragoza, die een meridiaan aan de oostzijde van de Molukken als grens specificeerde. Hiermee kreeg Portugal ongeveer 191 lengtegraden van de Aarde (inclusief de vooral begeerde Molukse eilanden waar nootmuskaat en kruidnagels geoogst werden) en Spanje de overige 169.
De originelen van beide verdragen worden bewaard door de Archivo General de Indias in Spanje en door de Arquivo Nacional da Torre do Tombo in Portugal.

## Reacties
De in het Verdrag van Tordesillas gespecificeerde demarcatielijn zorgde ervoor dat de zeeën verdeeld werden tussen de Portugezen en de Castilianen. Deze aanspraken werden later door verschillende andere Europese landen (de Nederlanden, Frankrijk, Engeland) resoluut verworpen. Koning Frans I van Frankrijk merkte eens schamper op dat hij nooit "de clausule in het testament van Adam had gezien, waarin zijn land zou zijn uitgesloten van alle rechten op delen van de Nieuwe Wereld"'.